# 지금 그 사람은
"지금 그 사람은"은 1968년 공개된 대한민국의 영화이다.

## 배역
- 문희
- 남진
- 이순재
- 박암
- 김혜경
- 최남현
- 황정순
- 김동원
- 김신재
- 김정훈
- 이세황
- 임운학
- 이예성
- 최준
- 전숙

## 수상
- 제2회 남도영화제
  - 신인남우상 - 이순재